# مدال ملی فناوری و نوآوری
مدال ملی فناوری و نوآوری افتخاری ست که رییس جمهور ایالات متحده به مخترعین و نوآوران آمریکایی که مشارکت‌های قابل‌توجهی برای توسعه فناوری نوین و مهم داشته باشند اعطا می‌کند. جایزه ممکن است به شخص خاص یا گروهی از مردم یا تمام یک سازمان یا شرکت اعطا شود. این عالی‌ترین افتخاریست که ایالات متحده آمریکا به یک شهروند خود برای دستاوردهای مربوط به پیشرفت فناورانه اعطا می‌کند.